# Distretto di Bilene Macia
Il distretto di Bilene Macia è un distretto del Mozambico, facente parte della Provincia di Gaza.

## Suddivisioni amministrative
Il distretto è suddiviso in sei sottodistretti amministrativi (posti amministrativi):
- Chissano
- Macuane
- Mazivila
- Messano
- Praia do Bilene
- Vila da Macia